# モノレールのうた
「モノレールのうた」は日本コロムビアの「歌の科学館シリーズ のりものの歌」の楽曲。
作詞は伊藤アキラ。作曲は小林亜星。歌手は山野さと子。

## 概要
歌詞の内容は1番が懸垂式(サフェージュ式)モノレールで、2番が跨座式モノレールをテーマにしている。
1964年の東京モノレール開業時に発表された「モノレールの歌」とは別の歌である。

## 映像ソフト
1. 「歌の科学館シリーズ のりものの歌」でんしゃ・きかんしゃ 〜レールを走る仲間〜
2. 「歌の科学館シリーズ のりものの歌」のってみたいな いろんな電車
3. 「歌の科学館シリーズ のりものの歌」もっとしりたい でんしゃ・きかんしゃ

## アルバム
- コロちゃんパック 歌の科学館シリーズ のりものの歌〜でんしゃ・きかんしゃ〜（2005年6月22日、日本コロムビア）[1]
- コロムビアキッズ　おうちでできる 音楽子育て♪ のりものソング 〜はたらくくるま〜（2017年7月19日、日本コロムビア）[2]

## カバー
バンダイで発売されたDVD「のりもの探検隊〜みんなでうたおう のりものソング〜」では、佐久間レイが歌っている。